# Pseudagrion epiphonematicum
Pseudagrion epiphonematicum là một loài chuồn chuồn kim trong họ Coenagrionidae.
Loài này được xếp vào nhóm loài không bị đe dọa trong sách Đỏ của IUCN năm 2009.
Pseudagrion epiphonematicum is in 1891 voor het eerst wetenschappelijk beschreven bởi Karsch.